# Ostha
Ostha is een geslacht van vlinders van de familie spinneruilen (Erebidae), uit de onderfamilie Calpinae.

## Soorten
- O. aega Felder, 1875
- O. aequata Walker, 1862
- O. basiflavata Walker, 1862
- O. cambogialis Hampson, 1926
- O. centriponens Dyar, 1914
- O. coryphata Dyar, 1914
- O. costata Schaus, 1912
- O. diplosticta Hampson, 1926
- O. hypsea Schaus, 1913
- O. hyriaria Hampson, 1926
- O. irrespondens Dyar, 1914
- O. maises Dyar, 1914
- O. melanopasa Dyar, 1914
- O. memoria Dyar, 1918
- O. nomion Schaus, 1913
- O. sileniata Walker, 1862